# Destiny
Az amerikai Destiny (U.S.Lab) a Nemzetközi Űrállomás első kutatómodulja. 2001. február 7-én indították a Kennedy Űrközpontból az Atlantis űrrepülőgéppel (STS-98), február 9-én kapcsolták rá az űrállomásra, az Unity modul dokkolószerkezetére.

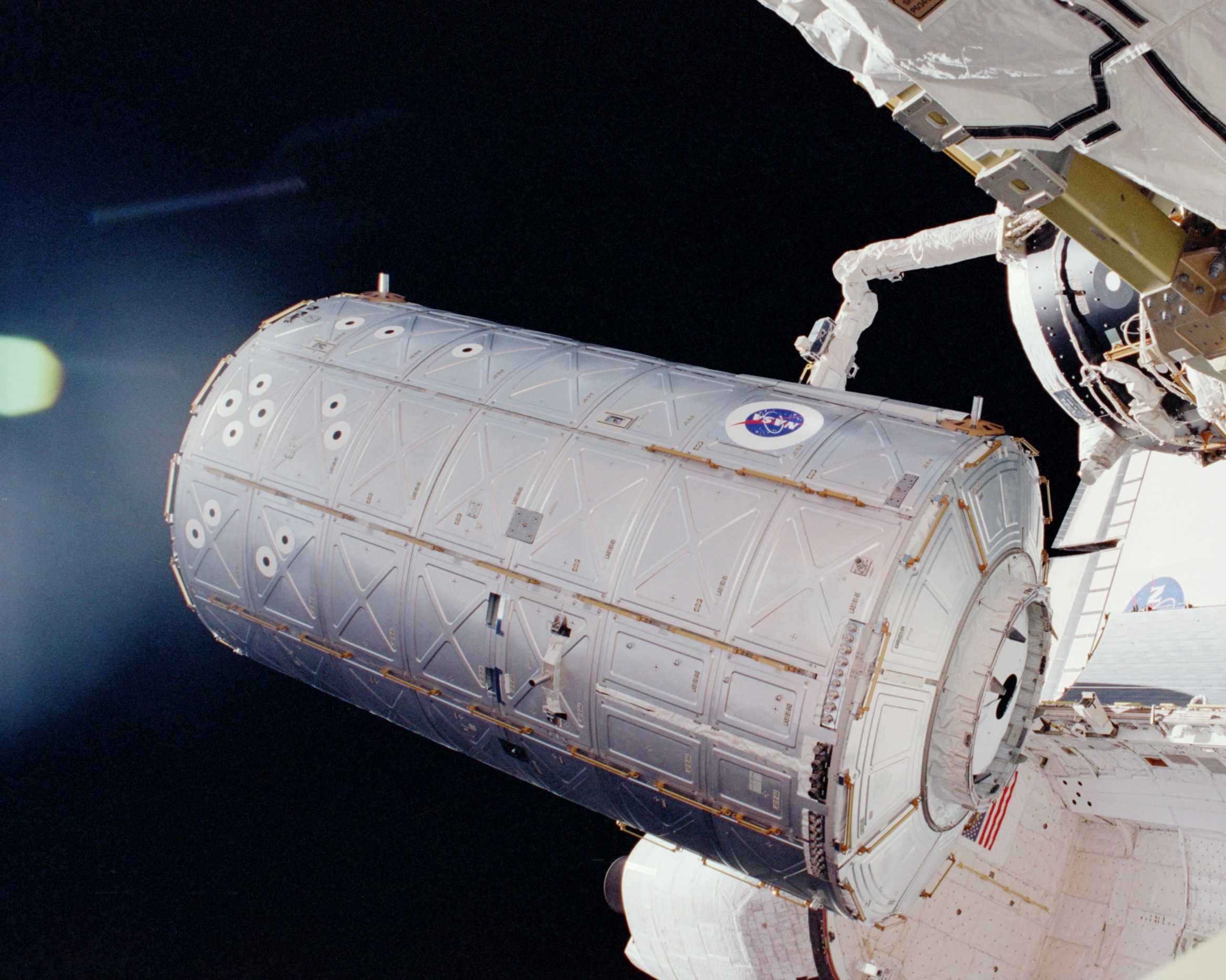
A Destiny modul

## Felépítése
A laboratórium alumíniumból készült, tömeg 16 tonna, hosszúság 8.5 méter, átmérője 4.3 méter. Külső felületét szigetelő burkolattal látták el. Belső tere három szakaszra van bontva, benne 23 tárolórekesz (jobbra, balra és a fejek fölött 6-6, középen, a fedélzeten öt. Berendezése biztosítja az előírt kutatási (gyártási) programok végzését. Rendelkezik az életfeltételek biztosításával (elektromos energia, víz, levegő, hőmérséklet- és páratartalom szabályozásával). Az ajtók nyithatók kívülről és belülről, de nyomásbiztos retesszel vannak ellátva.

### Magyar oldalak
- Destiny (U.S.Lab)[halott link]